# 迪夫寧斯凱

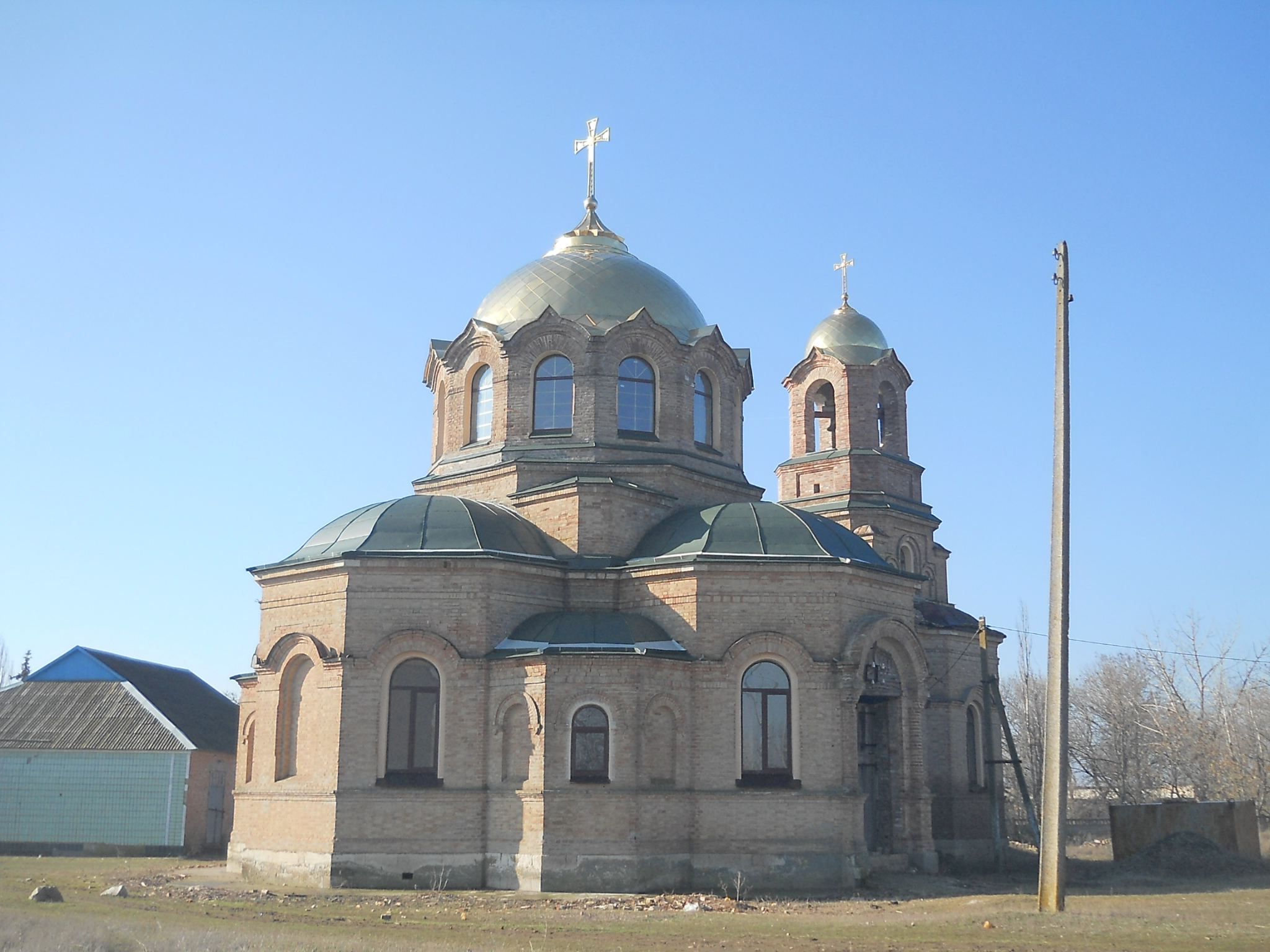

迪夫寧斯凱（羅馬化：Divnynske）是位於烏克蘭東南部的村莊，由扎波羅熱州梅利托波爾區的亞歷山德里夫卡市鎮負責管轄。該村處於阿克喬克拉克河畔，始建於1861年，面積1.8平方公里，海拔高度為12米，2001年人口為668人。